# Jung Ji-so
Jung Ji-so (정지소?), nata Hyun Seung-min (현승민?; Seul, 17 settembre 1999) è un'attrice sudcoreana.
È nota principalmente per aver interpretato Park Da-hye nel film Parasite.

## Biografia
Ha praticato il pattinaggio di figura da bambina e questo le permise di ottenere una parte nel drama May Queen, esordendo così nel 2012 all'età di 12 anni. Nel 2014 fece il suo debutto al cinema con il film Daughter.

## Filmografia

### Cinema
- Daughter (다우더?, Da-udeoLR), regia di Ku Hye-sun (2014)
- Daeho (대호?), regia di Park Hoon-jung – accreditata come Hyun Seung-min (2015)
- Parasite (기생충?, GisaengchungLR), regia di Bong Joon-ho – accreditata come Jung Ziso (2019)

### Televisione
- May Queen (메이퀸?) – serie TV (2012)
- Saranghaennabwa (사랑했나봐?) – serie TV (2012-2013)
- TV soseol samsaeng-i (TV소설 삼생이?) – serie TV (2013)
- Kalgwa kkot (칼과 꽃?) – serie TV (2013)
- Gi hwanghu (기황후?) – serie TV (2013-2014)
- Oppa-wa mi-un ori (오빠와 미운 오리?), regia di Shin Hyun-soo – film TV (2013)
- Nae saeng-ae bomnal (내 생애 봄날?) – serie TV (2014)
- Hyde Jekyll, na (하이드 지킬, 나?) – serie TV (2015)
- Hwajeong (화정?) – serie TV (2015)
- W (더블유?) – serie TV (2016)
- Bangbeop (방법?) – serie TV (2020)
- Imitation (이미테이션?) – serie TV (2021)
- Eoneu nal uri jip hyeon-gwan-euro myeolmang-i deur-eo-watda (어느 날 우리 집 현관으로 멸망이 들어왔다?) – serie TV (2021)